# Hattie Alexander
Hattie Elizabeth Alexander (* 5. April 1901 in Baltimore, Maryland; † 24. Juni 1968 in New York City) war eine US-amerikanische Kinderärztin und Mikrobiologin. Sie ist bekannt für die Entwicklung der ersten wirksamen Mittel gegen Haemophilus influenzae b-Infektionen und als eine der ersten Wissenschaftlerinnen, die Antibiotikaresistenzen erkannte und untersuchte. Sie war die erste Frau, die der American Pediatric Society vorstand.

## Leben
Alexander erhielt 1923 ihren Bachelor-Abschluss am Goucher College in Towson, Maryland. Ihr Studium in Bakteriologie und Physiologie führte zu ihren ersten beiden beruflichen Tätigkeiten als Bakteriologin im Bereich der öffentlichen Gesundheit, zuerst für den nationalen öffentlichen Gesundheitsdienst (United States Public Health Service) und dann für staatliche Gegenstück in Maryland. Ihre Ersparnisse erlaubten ihr den Beginn eines Medizinstudiums an der Johns Hopkins School of Medicine, das sie 1930 mit einem M.D. abschloss. Während ihres Praktikums in Pädiatrie entwickelte sie ein dauerhaftes berufliches Interesse an Influenzalmeningitis, damals eine tödliche Krankheit. Ein erfolgreicher Aufenthalt im NewYork-Presbyterian Hospital, führte zu ihrer Ernennung zur Ausbilderin für Pädiatrie an der Columbia University. Sie blieb für den Rest ihrer Karriere als Lehrerin, Forscherin und praktizierende Ärztin mit Columbia verbunden. Alexander erlag 1968 nach kurzer Krankheit einem Krebsleiden.

## Schaffen
Alexanders Arbeiten führten 1938 zur Herstellung eines Anti-Influenzae-Kaninchenserums, das die erste wirksame Behandlung der durch Haemophilus influenzae Typ B verursachten Meningitis war. Vor ihrer Entdeckung war die Krankheit zu fast 100 Prozent tödlich verlaufen. Diese Zahl sank mit der Einführung des Antiserums bei gleichzeitiger Gabe von Sulfonamiden auf 20 Prozent. Anschließend konnte sie mit ihrer Kollegin Grace Leidy zeigen, dass die Eigenschaften von H-Influenza genetisch kontrolliert sind. Ihre Ergebnisse waren die ersten Forschungsergebnisse, die belegen, dass die Kontrolle der Vererbung durch DNA nicht auf Pneumokokken beschränkt ist. Verwandte Studien ermöglichten es ihnen, die Ätiologie von Streptomycin-resistenten Haemophilus influenzae zu identifizieren. Später wandte Alexander ihre Aufmerksamkeit von der bakteriellen Vererbung der viralen Vererbung zu, insbesondere dem Poliovirus. Sie fand, dass die Ribonukleinsäure (RNA) des Poliovirus menschliche Zellen infiziert, nachdem sie von der Proteinhülle experimentell getrennt wurde.